# Levante Espartaquista
O Levante Espartaquista (em alemão: Spartakusaufstand), também conhecida como Revolta de Janeiro (em alemão: Januaraufstand), foi um levante armado que ocorreu em Berlim de 5 a 12 de janeiro de 1919. Ocorreu em conexão com a Revolução de Novembro que eclodiu após a derrota da Alemanha na Primeira Guerra Mundial. A revolta foi principalmente uma luta pelo poder entre o Partido Social-Democrata da Alemanha (SPD), liderado por Friedrich Ebert, que favorecia uma social-democracia, e o Partido Comunista da Alemanha (KPD), liderado por Karl Liebknecht e Rosa Luxemburgo, que queria definir criar uma república de conselhos semelhante à estabelecida pelos bolcheviques na Rússia. Em 1914, Liebknecht e Luxemburgo fundaram a Liga Marxista Espartaquista (Spartakusbund), que deu ao levante seu nome popular.
A revolta foi improvisada e de pequena escala e rapidamente esmagada pela força superior do governo e das tropas paramilitares no que ficou conhecido como Semana Sangrenta.  O número de mortos foi de cerca de 150-200, principalmente entre os insurgentes. As mortes mais proeminentes foram as de Karl Liebknecht e Rosa Luxemburgo, que foram assassinados extrajudicialmente, quase certamente com a aprovação dos líderes do governo provisório liderado pelo SPD. O envolvimento do partido prejudicou a sua posição ao longo da vida da República de Weimar, embora a repressão da revolta tenha permitido que as eleições para a Assembleia Nacional ocorressem conforme programado em 19 de janeiro. A Assembleia redigiu a Constituição de Weimar que criou a primeira democracia alemã em funcionamento.

## Antecedentes e causas
Em 9 de novembro de 1918, o Conselho dos Deputados do Povo, sob a liderança de Friedrich Ebert, do Partido Social-Democrata de Maioria da Alemanha (MSPD), foi formado como um governo provisório do Reich após o colapso do Império Alemão no final da Primeira Guerra Mundial. três representantes cada do MSPD e do Partido Social-Democrata Independente da Alemanha (USPD), de tendência mais esquerdista. O Comando Supremo do Exército reconheceu o Conselho em 10 de novembro no Pacto Ebert-Groener secreto, no qual Wilhelm Groener, Intendente Geral do Exército Alemão, garantiu ao Chanceler do Reich, Ebert, a lealdade das forças armadas. A liderança do MSPD procurou um rápido regresso às “condições ordenadas” através de eleições para a Assembleia Nacional. O USPD, o Partido Comunista da Alemanha (KPD), partes da classe trabalhadora e os Administradores Revolucionários – delegados sindicais independentes dos sindicatos oficiais e livremente escolhidos pelos trabalhadores – queriam continuar e salvaguardar os seus objetivos revolucionários de nacionalizar a propriedade, retirar o poder dos militares e estabelecer uma ditadura do proletariado.
No final de dezembro de 1918, Rosa Luxemburgo e Karl Liebknecht fundaram o Partido Comunista da Alemanha. Devido à insatisfação de muitos trabalhadores com o curso da Revolução de Novembro, outros grupos socialistas de esquerda juntaram-se à fundação do partido. Os Administradores Revolucionários, porém, após deliberações com os Espartaquistas, decidiram permanecer no USPD. Rosa Luxemburgo apresentou o seu programa fundador no dia 31 de dezembro de 1918. Nele ela observou que os comunistas nunca poderiam tomar o poder sem o apoio claro da maioria do povo. Em 1 de janeiro, ela voltou a instar o KPD a participar nas eleições planeadas para a Assembleia Nacional, mas foi derrotada na votação. A maioria esperava ganhar o poder através da agitação contínua nas fábricas e da “pressão das ruas”.
Em 23 de dezembro, a Divisão da Marinha Popular (Volksmarinedivision), que tinha sido designado para proteger o governo provisório, tomou Otto Wels, do MSPD, como refém, para dar peso à sua exigência de pagamento de salários atrasados. No dia seguinte, contra as ordens dos três representantes do Conselho do MSPD (Ebert, Philipp Scheidemann e Otto Landsberg), o chefe da polícia de Berlim, Emil Eichhorn, do USPD recusou-se a usar as forças de segurança sob o seu comando contra a Divisão da Marinha Popular para libertar Wels do Palácio de Berlim, onde estava detido. Ebert então chamou o exército e ordenou que abrisse fogo no que ficou conhecido como a escaramuça do Palácio de Berlim. Wels foi libertado, mas onze homens da Divisão da Marinha Popular e 23 do exército foram mortos.
Em 29 de  dezembro, os três representantes do USPD, Hugo Haase, Wilhelm Dittmann e Emil Barth, deixaram o Conselho dos Deputados do Povo em protesto. Os representantes do MSPD nomearam então os membros do MSPD Gustav Noske e Rudolf Wissell para substituir os representantes do USPD no Conselho. Depois disso, o USPD já não via o Conselho como um governo interino legítimo. As maiorias do MSPD nos dois principais conselhos de trabalhadores concordaram com o desejo de Ebert de demitir o Chefe de Polícia Eichhorn, a quem ele agora considerava não confiável,  mas o USPD e o KPD interpretaram a demissão de Eichhorn como um ataque à revolução. Este se tornou o gatilho imediato da revolta.

## Greves e violência

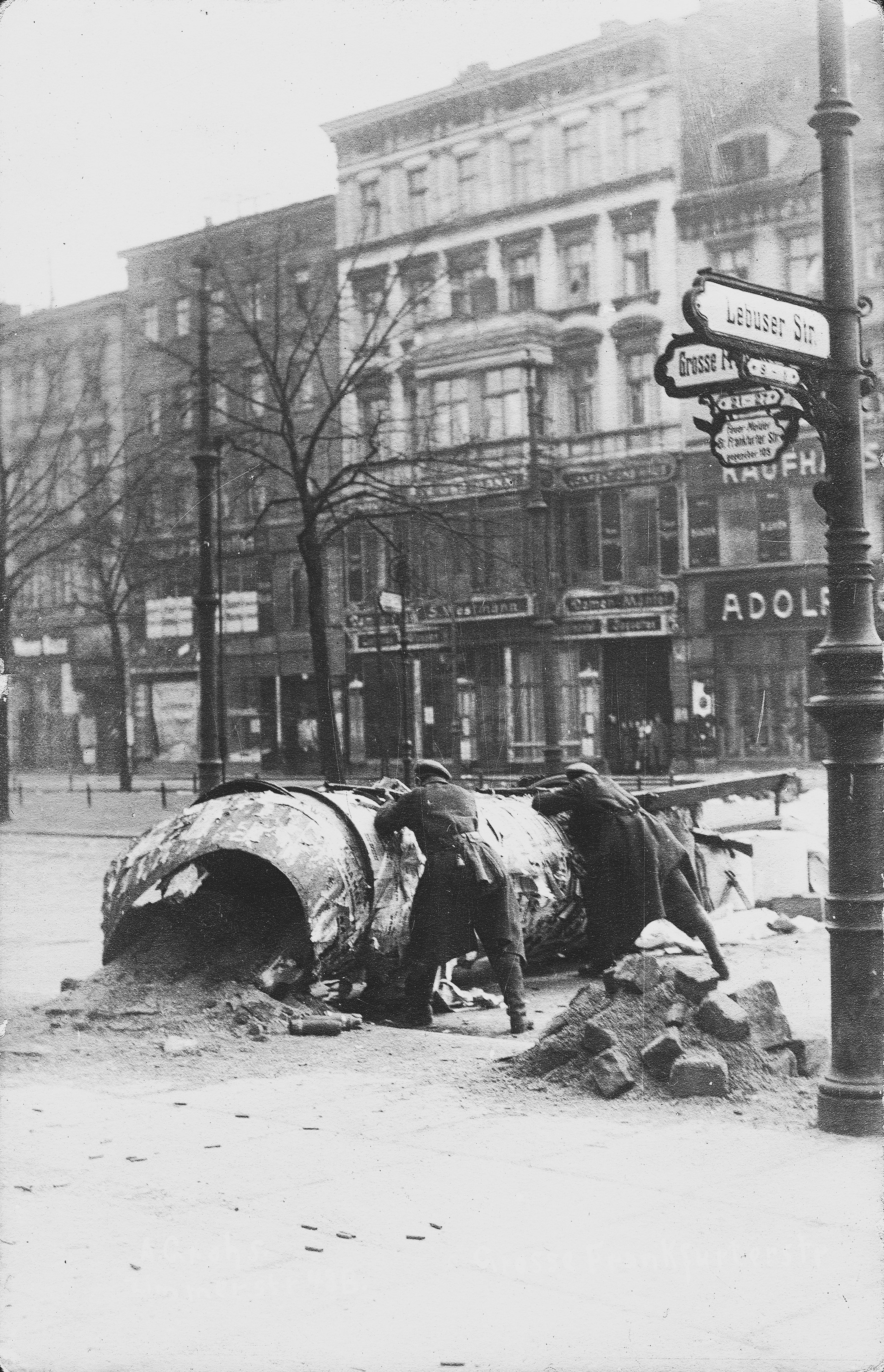
Batalha de barricadas em Berlim, janeiro de 1919

Em 4 de janeiro, dia em que Eichhorn foi demitido, o comité executivo do USPD de Berlim e os Comissários Revolucionários decidiram realizar uma manifestação no dia seguinte. Em 5 de janeiro, uma manifestação assumiu uma escala que superou todas as suas expectativas.  Durante o seu curso, manifestantes armados, incitados e auxiliados por informantes e provocadores,  ocuparam as gráficas do jornal social-democrata Vorwärts e do Berliner Tageblatt, bem como vários edifícios de editoras, uma gráfica e uma estação telegráfica.  O suposto redirecionamento dos protestos em massa do distrito governamental para o distrito jornalístico por informantes da polícia foi descrito pelo historiador Jörn Schütrumpf como um "golpe de mestre estratégico". 
Os principais membros dos Administradores Revolucionários, do USPD e do KPD reuniram-se na noite de 5 de janeiro para decidir como proceder. A maioria dos presentes apoiou a ocupação do bairro jornalístico de Berlim e foi a favor do início da luta contra o governo social-democrata. Karl Liebknecht tinha sido "levado a um estado de euforia revolucionária" pela dimensão da manifestação e pelo falso relatório de que todos os regimentos dentro e ao redor de Berlim estavam do seu lado,  enquanto Rosa Luxemburgo continuava a opor-se às acções revolucionárias. Apenas dois porta-vozes dos Administradores Revolucionários, Richard Müller e Ernst Däumig, se manifestaram contra o curso de ação. Embora ambos apoiassem, em princípio, uma segunda revolução contra o Conselho dos Deputados do Povo, consideraram o momento prematuro e taticamente imprudente; eles votaram apenas por uma greve geral. Um comité revolucionário provisório para derrubar o governo e tomar o poder foi decidido por cerca de 70 dos presentes contra 6 votos negativos das fileiras dos Administradores Revolucionários. O comitê foi formado por 53 pessoas, sendo Georg Ledebour, Liebknecht e Paul Scholze os três presidentes coiguais. 

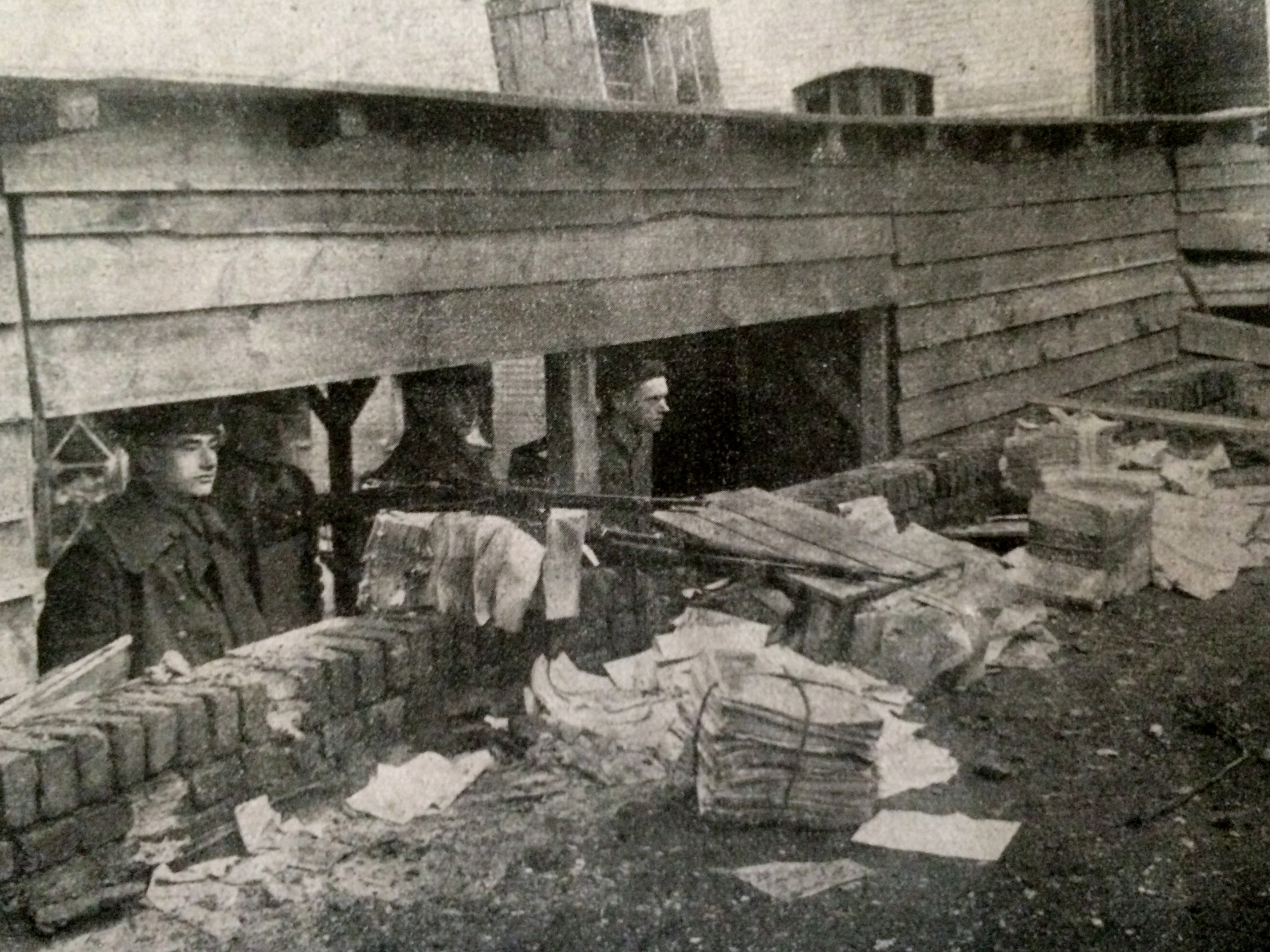
Tropas governamentais no prédio do Vorwärts

No dia seguinte, o Comitê Revolucionário apelou aos trabalhadores de Berlim para organizarem uma greve geral no dia 7 de janeiro e derrubar o governo de Ebert. O chamado foi atendido por cerca de 500 mil pessoas que se aglomeraram no centro da cidade. Eles não participaram de nenhum combate nos dias que se seguiram, nem foram acompanhados pelos líderes da greve, embora estivessem prontos para desarmar os soldados, como haviam feito no dia 9 de novembro. Alguns dos seus cartazes e faixas traziam os mesmos slogans do início da Revolução de Novembro: “Paz e Unidade”. 
Nos dois dias seguintes, o comitê não conseguiu chegar a um acordo sobre como proceder. Alguns representantes apelaram à insurreição armada, outros apelaram a negociações com Ebert. A comissão foi, em particular, incapaz de sinalizar às centenas de milhares de manifestantes que aguardavam orientação nas ruas e praças sobre o que deveriam fazer. Por causa disso, eles voltavam para casa nas noites de ambos os 6 e 7 de janeiro. Naqueles dois dias, na avaliação do jornalista Sebastian Haffner, eles teriam tido a chance de derrubar o governo dos Deputados Populares ao assumir o controle da Chancelaria do Reich. 
O líder do KPD, Karl Liebknecht, inicialmente contra o conselho de Rosa Luxemburgo, apoiou o plano para desencadear uma guerra civil. O Conselho dos Deputados do Povo seria derrubado pela força das armas e as eleições para a Assembleia Nacional marcadas para 19 de janeiro impedido.  Liebknecht temia que o KPD pudesse isolar-se demasiado dos trabalhadores que procuravam a derrubada do governo. Ao mesmo tempo, os membros do KPD tentaram conquistar para o seu lado alguns dos regimentos estacionados em Berlim, especialmente a Divisão da Marinha Popular. Não tiveram sucesso porque a maioria dos soldados já estava em casa, ou porque se tinham declarado neutros, ou porque a sua lealdade era para com o anterior Conselho dos Deputados do Povo. Além disso, uma parte dos cidadãos de Berlim, especialmente a classe média, uniu-se em apoio ao governo de Ebert, atendendo ao seu apelo à greve e à actuação como escudos vivos para proteger os edifícios governamentais. 

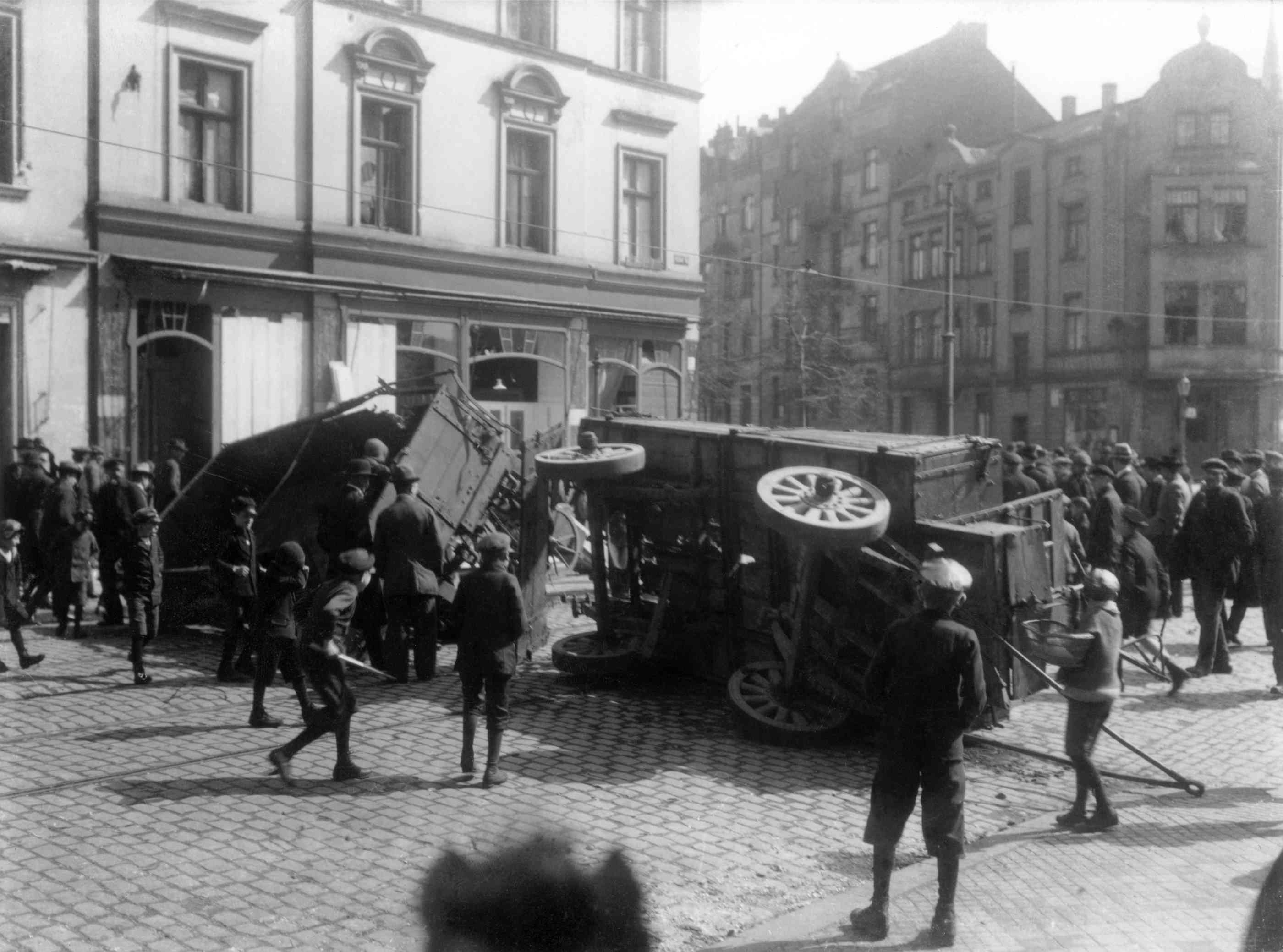
Barricada espartaquista

Em 6 Em Janeiro, o Comité Revolucionário começou a negociar com Ebert através da mediação da liderança do USPD. As negociações falharam em 7 Janeiro devido à relutância de qualquer dos lados em fazer concessões. O Conselho dos Deputados do Povo exigiu a evacuação dos edifícios ocupados dos jornais, enquanto os insurgentes insistiram na reintegração de Eichhorn. A oportunidade de uma solução não violenta do conflito foi assim perdida.  No mesmo dia, Ebert deu a Gustav Noske o comando das tropas dentro e ao redor de Berlim, e foram feitos apelos para a formação de mais unidades Freikorps . Desde o início de dezembro de 1918, essas unidades Freikorps vinham sendo formadas por ex-soldados e voluntários da linha de frente. Agora, Ebert e Noske permitiram que se reunissem em torno de Berlim com organizações leais à República e com regimentos imperiais, alguns leais, mas a maioria hostis à República. Imediatamente após a nomeação de Noske, ele ordenou que todos os membros do Comitê Revolucionário fossem monitorados para que pudessem ser presos posteriormente. Para este fim, 50 funcionários foram destacados em todos os correios de Berlim. 
Em 8 de janeiro, o Conselho dos Deputados do Povo apelou à população para resistir aos insurgentes e à sua pretendida tomada do governo e publicou um folheto intitulado "A hora do acerto de contas aproxima-se!" Nele, os insurgentes foram ameaçados de aniquilação física. Em 9 de janeiro, o comitê executivo central do USPD de Berlim e do KPD emitiram um apelo conjunto exigindo uma luta contra “os Judas no governo. " 
A massa da classe trabalhadora seguiu o apelo à greve geral para impedir a contrarrevolução, mas não quis ter nada a ver com as lutas militares. Pelo contrário, continuaram a exigir a unidade das forças socialistas e, numa grande reunião no Parque Humboldthain, no dia 9 de janeiro, exigiu a demissão de todos os dirigentes responsáveis pelo “fratricídio”. Tanto o governo Ebert como Ledebour e Liebknecht foram vistos como responsáveis pela situação. Numerosas resoluções das fábricas apelavam ao fim dos combates de rua e à criação de um governo no qual todos os partidos socialistas estivessem representados. 

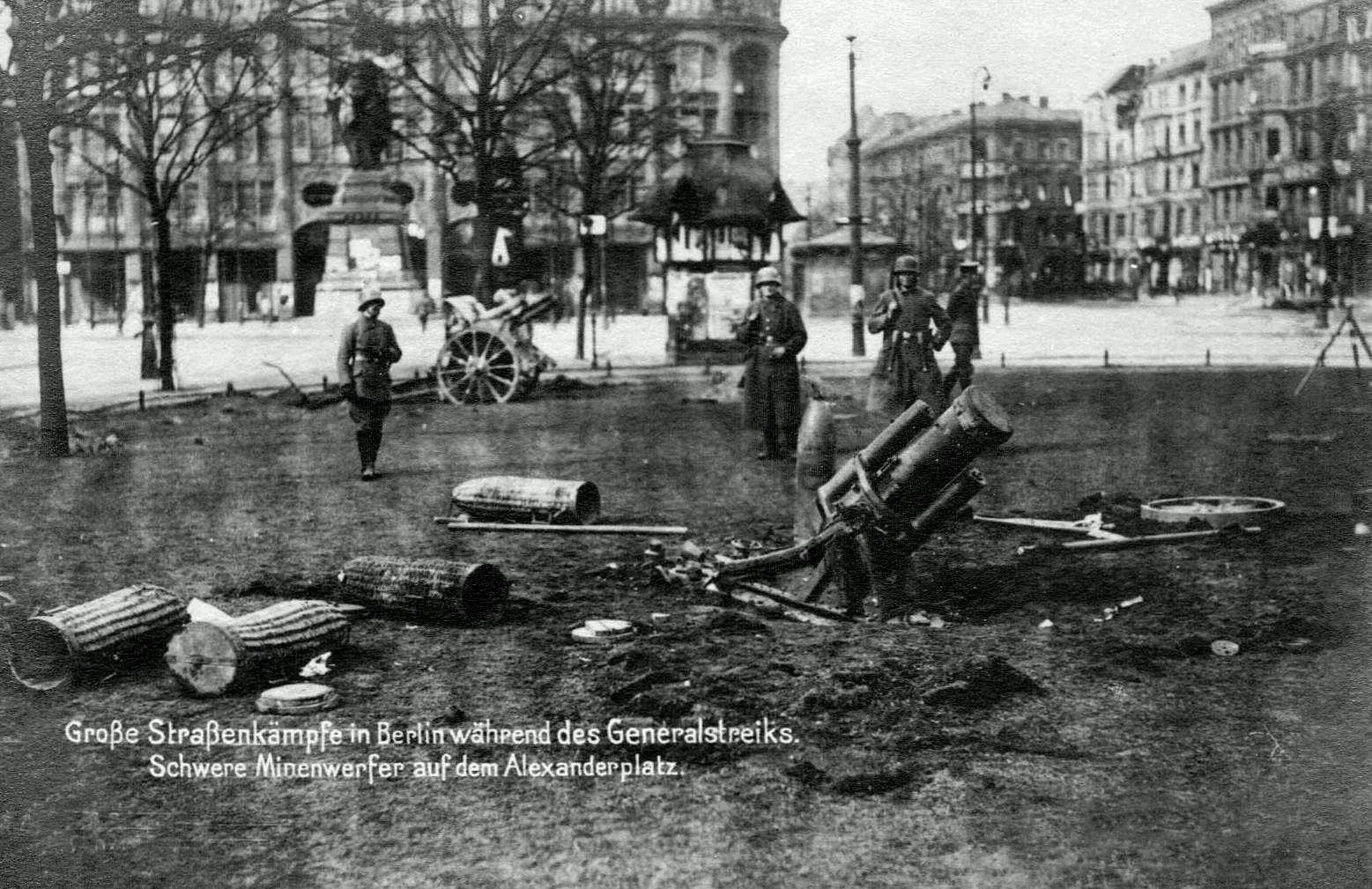
Tropas alemãs com morteiros pesados durante a revolta de janeiro.

Em 10 de janeiro, a Brigada Freikorps Reinhard, liderada pelo Coronel Wilhelm Reinhard, atacou o quartel-general espartaquista em Spandau. No dia 11 de janeiro Noske deu ordem de ação contra aqueles que ocupavam Vorwärts prédio do jornal. Os atacantes, armados com armas militares, superaram em muito os seus oponentes. Os Potsdam Freikorps capturaram o prédio com lança-chamas, metralhadoras, morteiros e artilharia. Outros prédios e ruas ocupados no bairro jornalístico também foram ocupados por 12 de janeiro. Não houve batalhas organizadas porque os insurgentes não estavam preparados para elas; em muitos casos, eles se renderam voluntariamente. Mesmo assim, os militares atiraram em mais de cem insurgentes e em um número desconhecido de civis não envolvidos na área. No dia 11 de janeiro, por exemplo, sete homens que queriam negociar com as tropas governamentais a rendição do edifício do Vorwärts e foram levados para o Quartel dos Dragões de Berlim e fuzilados. Mais tarde, um comitê de investigação do parlamento da Prússia estimou o número total de mortos em 156.  Entre os militares houve treze mortos e vinte feridos. 
No dia 13 de janeiro, unidades dos Freikorps da área ao redor de Berlim mudaram-se para a cidade, assim como a Divisão de Cavalaria da Guarda, uma unidade do Exército Prussiano, que logo seria dissolvido, sob o comando do capitão Waldemar Pabst. Os jornais de Berlim saudaram a entrada das tropas no final dos combates como a restauração da “paz e da ordem”. A ocupação militar foi seguida por muitos casos de violência cometidos por tropas de direita, excedendo em muito os anteriores actos de violência cometidos por alguns da esquerda. 

## Assassinatos de Rosa Luxemburgo e Karl Liebknecht

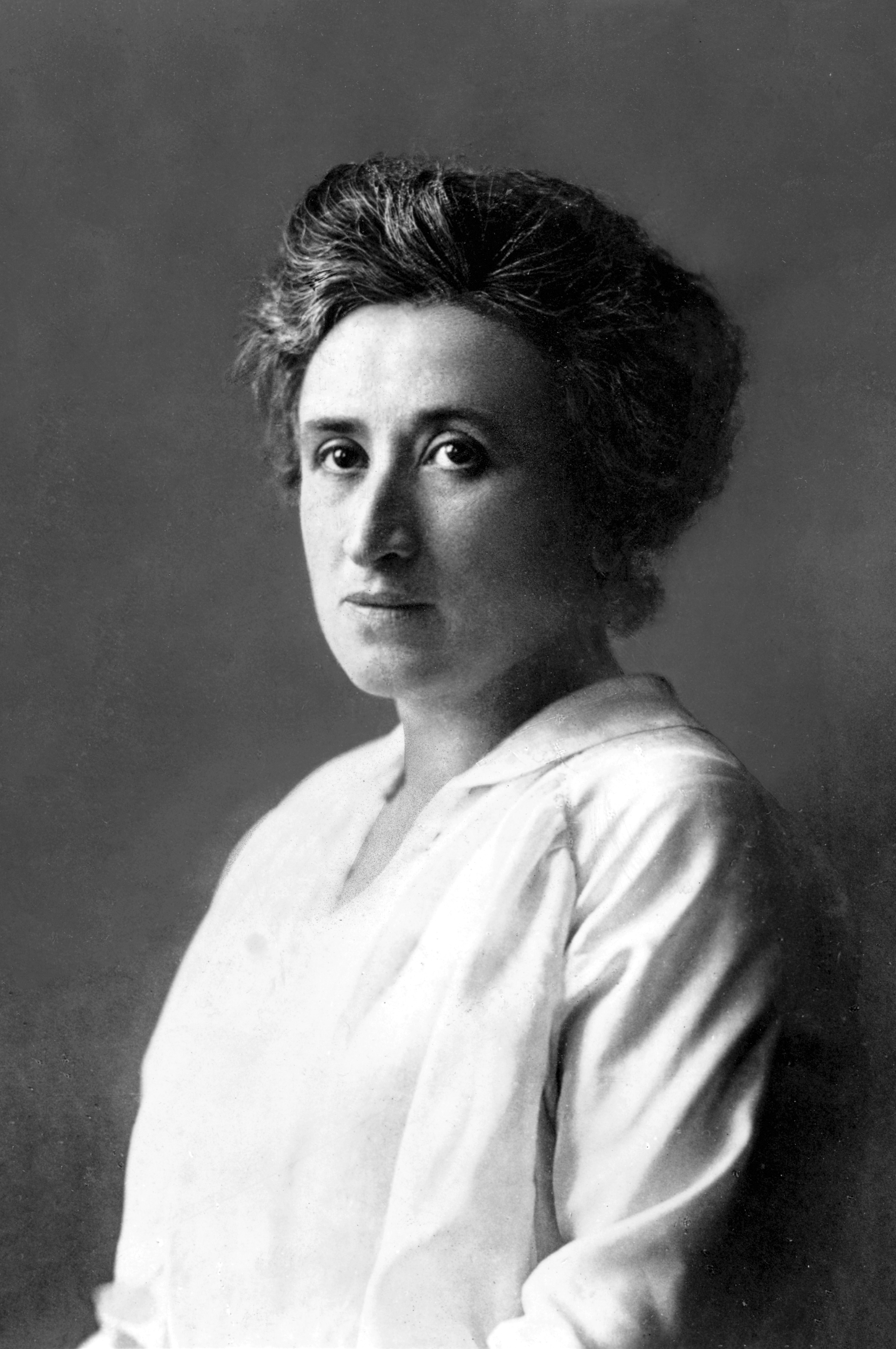
Rosa Luxemburgo

Grupos de direita já agitavam contra os comunistas alemães e os seus líderes mesmo antes da revolta de Janeiro. A Liga Antibolchevique imprimiu cartazes e apelos à população de Berlim pedindo que os líderes bolcheviques fossem encontrados e entregues aos militares. Uma alta recompensa foi oferecida. Um folheto que circulou em grande número proclamava: 
A Pátria está perto da ruína. Salve isso! Não é ameaçado de fora, mas de dentro: da Liga Spartacus. Golpeie seus líderes até a morte! Mate Liebknecht! Então você terá paz, trabalho e pão.
Depois que o levante foi esmagado, os líderes espartaquistas temeram por suas vidas e se esconderam. O governo procurou-os como supostos golpistas, a fim de processá-los pela tentativa de golpe antes das eleições de 19 de janeiro. Fritz Henck, genro de Philipp Scheidemann, assegurou publicamente aos moradores de Berlim no dia 14 de janeiro que os líderes da revolta “não sairiam impunes”. Em apenas alguns dias, disse ele, ficaria claro "que as coisas também ficarão sérias para eles". 

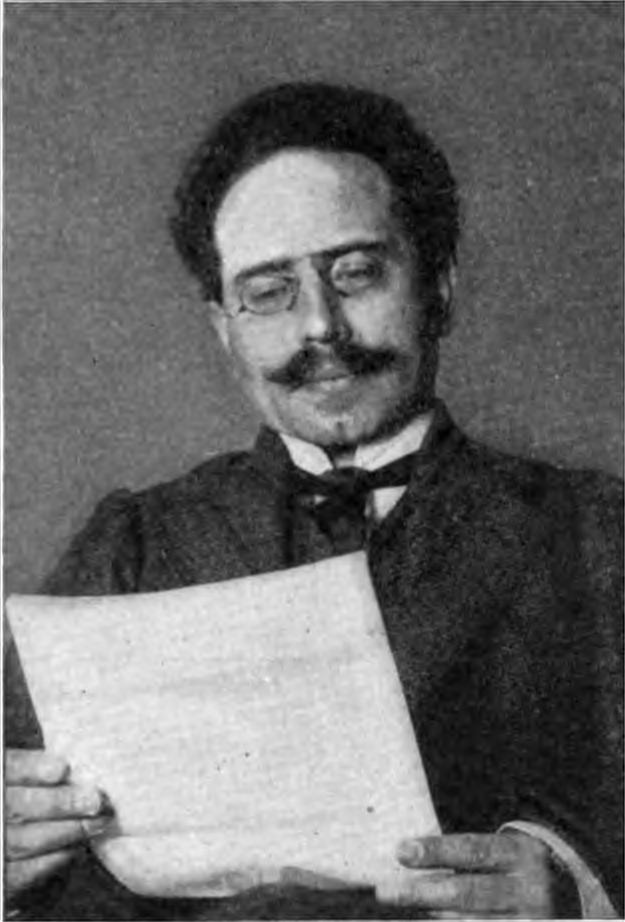
Carlos Liebknecht

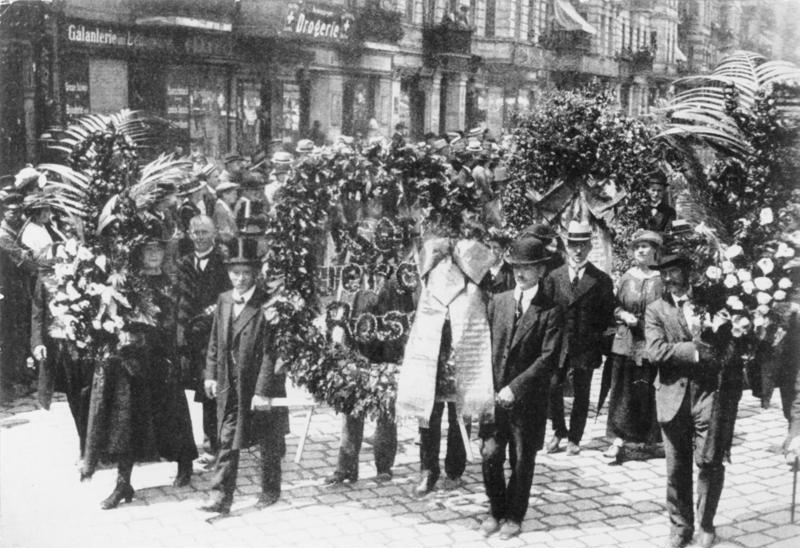
Chefe da marcha fúnebre de Rosa Luxemburgo, 13 de junho de 1919

Na noite de 15 de janeiro, Rosa Luxemburgo e Karl Liebknecht foram encontrados no apartamento de um amigo, Dr. Markussohn, em Berlim-Wilmersdorf pela Milícia de Cidadãos de Wilmersdorf, presos e levados para o Hotel Eden. O paradeiro deles provavelmente se tornou conhecido através da vigilância telefônica ordenada por Noske.  Waldemar Pabst interrogou e maltratou os prisioneiros durante um período de horas. O líder do KPD, Wilhelm Pieck, que também foi preso quando visitou o apartamento naquela noite, testemunhou os abusos, bem como uma série de telefonemas, um dos quais Pabst provavelmente fez para a Chancelaria do Reich. 
Os assassinatos de Luxemburgo e Liebknecht pretendiam parecer um assassinato. O soldado Otto Runge atingiu Rosa Luxemburgo com a coronha da espingarda enquanto ela era conduzida para fora do hotel. Ela foi empurrada inconsciente para dentro de um carro que a esperava e depois baleada na têmpora pelo tenente do Freikorps Hermann Souchon. Seu corpo foi jogado no Canal Landwehr de Berlim pelo primeiro-tenente Kurt Vogel e não foi encontrado até 31 de maio. 
Liebknecht foi retirado do hotel pouco depois de Rosa Luxemburgo e depois de entrar em um carro que o esperava foi nocauteado quase inconsciente, novamente por Otto Runge. O carro parou no Tiergarten de Berlim, Liebknecht foi forçado a sair e baleado nas costas como um "fugitivo". Seu corpo foi entregue a uma delegacia de polícia de Berlim como “cadáver de um homem desconhecido”. 
O líder do KPD, Wilhelm Pieck, conseguiu obter uma ordem para ser transferido para uma prisão e escapar no caminho. 

### Agitação resultante
Os assassinatos de 15 de janeiro desencadeou graves distúrbios e revoltas em todo o Reich alemão. Gustav Noske desdobrou unidades do Freikorps e do Reichswehr contra eles e contra as repúblicas soviéticas estabelecidas em várias grandes cidades alemãs. Todos foram violentamente abatidos, sendo o último a República Soviética da Baviera, que caiu em 3 de maio. Os combates foram muitas vezes semelhantes aos de Berlim e resultaram num total de cerca de 5.000 mortes, incluindo vários assassinatos políticos de importantes representantes da esquerda. 

### Obstrução de justiça

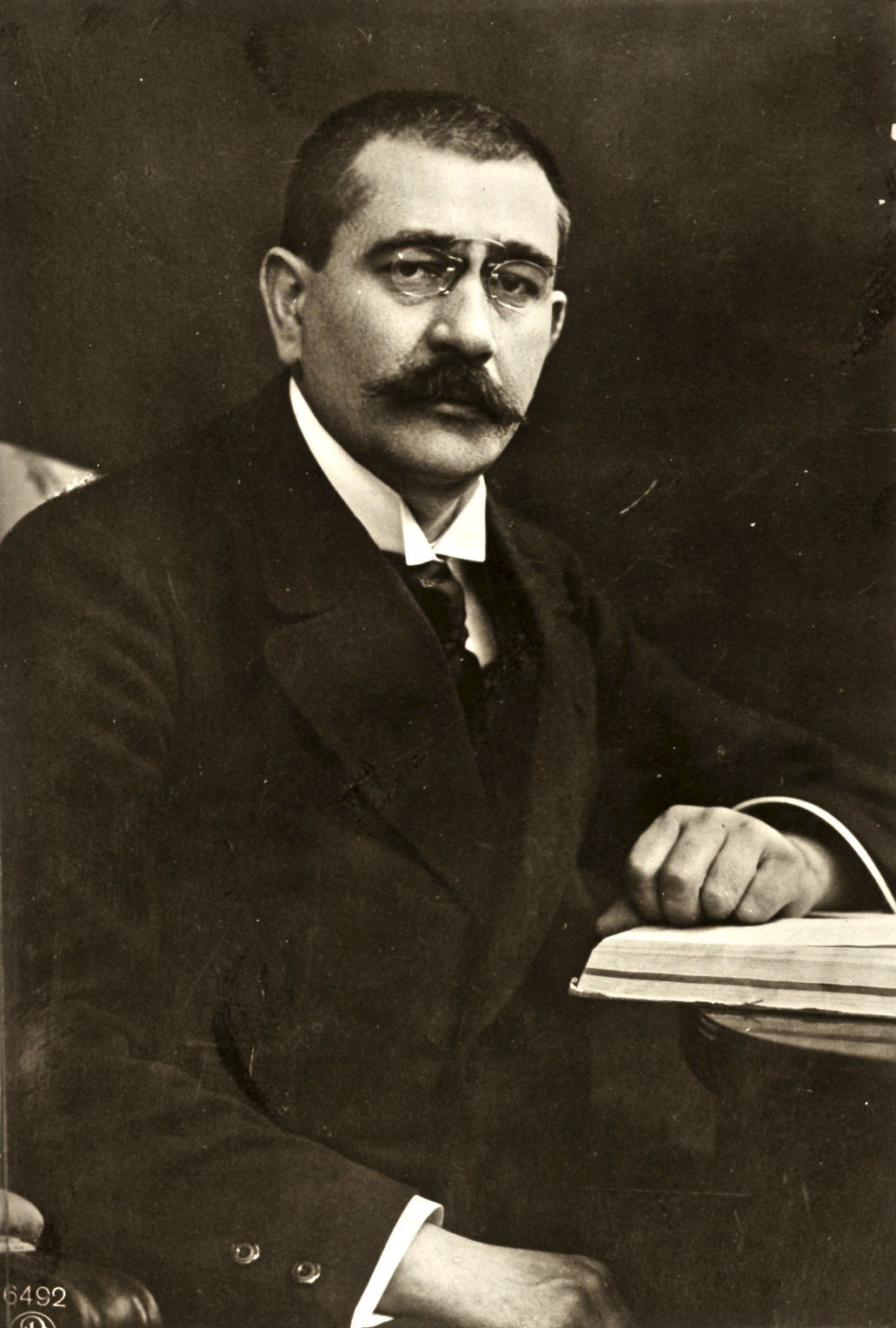
Gustav Noske

No dia 16 de Janeiro, a imprensa de Berlim noticiou que Liebknecht tinha sido baleado enquanto fugia das autoridades e Luxemburgo linchado por uma multidão enfurecida. A base para este relato foi um documento que o capitão Pabst escreveu na noite dos assassinatos e publicou como relatório oficial de sua divisão.  Depois que o conhecimento dos assassinatos se tornou público, o governo convocou uma reunião especial na qual Ebert teria expressado seu choque com os assassinatos dos ex-camaradas do partido SPD que ele conhecia há décadas. Os representantes do MSPD temiam uma expansão dos levantes como resultado dos assassinatos. Alguns consideraram brevemente renunciar. Noske, por outro lado, numa retrospectiva de 1923, descreveu as pessoas que foram assassinadas como os principais culpados pela degeneração da revolução em guerra civil. Milhares de pessoas haviam perguntado de antemão "se ninguém iria tornar inofensivos os desordeiros". 
Leo Jogiches, ex-companheiro de Rosa Luxemburgo, assumiu a liderança do KPD após sua morte e tentou esclarecer os assassinatos. Em um artigo no jornal do partido Die Rote Fahne (A Bandeira Vermelha) no dia 12 de fevereiro de 1919, ele revelou os nomes de algumas pessoas que suas próprias pesquisas o levaram a suspeitar de estarem envolvidas. Ele foi preso em março de 1919 durante operações adicionais do Freikorps contra líderes operários de esquerda e assassinado na prisão. 
Os processos criminais contra os supostos perpetradores não foram iniciados imediatamente. No dia 16 de fevereiro de 1919, os membros do KPD começaram a exigir uma investigação independente por um tribunal especial não militar porque temiam a supressão de provas. Só em maio de 1919 é que alguns dos perpetradores – incluindo Otto Runge e Kurt Vogel – foram levados perante um tribunal militar da sua própria divisão. O julgamento principal ocorreu de 8 a 14 de maio de 1919.  Houve repetidos testemunhos de que um "ministério que ajudava o MSPD" ofereceu uma recompensa de 100.000 marcos pela captura dos líderes de Spartacus.  Wilhelm Pieck foi uma das testemunhas mais importantes dos incidentes no hotel que levaram aos assassinatos. Ele e vários funcionários do hotel estavam cientes dos maus-tratos ocorridos antes dos assassinatos e ouviram telefonemas entre policiais e seus superiores.  Pieck testemunhou que viu  "um oficial, chamado pelos outros de "capitão", andando por aí oferecendo cigarros aos soldados e dizendo: "A gangue não deve sair viva do Hotel Eden!" ... Pouco tempo depois, uma empregada apareceu, caiu nos braços de um colega e exclamou: "Nunca vou me livrar da imagem daquela pobre mulher sendo derrubada e arrastada'”.

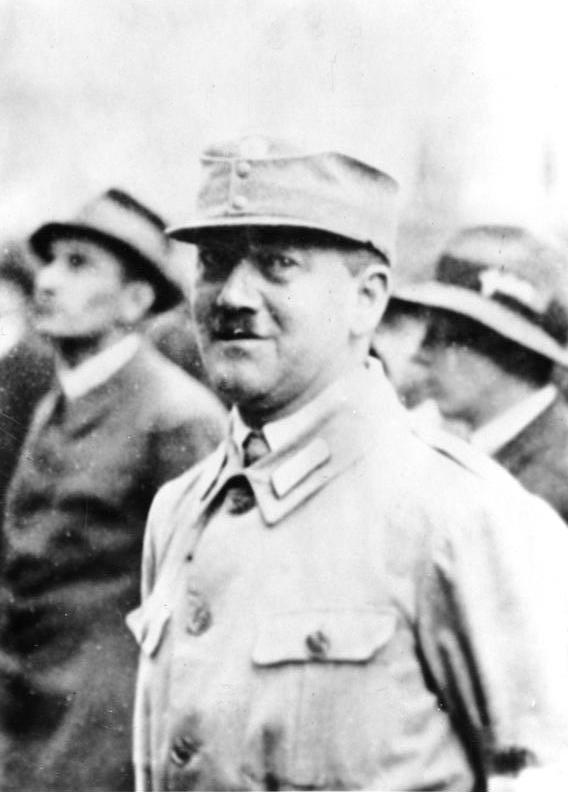
Waldemar Pabst

Runge recebeu dois anos de prisão, Vogel 28 meses. Os oficiais envolvidos, os irmãos Heinz e Horst von Pflugk-Harttung, foram absolvidos.  Seu comandante Waldemar Pabst não foi acusado e outros que possivelmente deram ordens não foram procurados. Como comandante-chefe das forças armadas, Gustav Noske confirmou pessoalmente os veredictos com a sua assinatura. 
Vogel foi retirado da prisão de Moabit no dia 17 de maio, três dias após a sentença, pelo Tenente Lindemann para transferência para a Prisão de Tegel. Lindemann era na verdade o capitão-tenente (e mais tarde almirante) Wilhelm Canaris, que levou Vogel de carro para a Holanda. Canaris nunca foi processado pela ação. 
Representantes do KPD e do USPD, juntamente com alguns do MSPD e dos liberais, consideraram o julgamento militar e os veredictos um escândalo judicial. As tentativas de contestar o veredicto e reabrir o julgamento num tribunal superior foram adiadas. Todos os restantes membros do Comitê Revolucionário foram presos, mas posteriormente libertados por falta de provas que demonstrassem que estavam a planear um golpe armado. Somente em 1929 é que Paul Jorns, que havia sido o juiz militar no julgamento, foi demitido por parcialidade. 
Em 1934, o regime nazista concedeu a Otto Runge uma compensação pela sua prisão e pela convalescença de Kurt Vogel usando o dinheiro dos contribuintes. Em janeiro de 1935, os nacional-socialistas arrasaram as sepulturas de Luxemburgo e Liebknecht, presumivelmente também eliminando os seus ossos.
Runge, reconhecido e espancado pelos trabalhadores em 1925 e 1931 após sua libertação da prisão, foi localizado por membros do KPD em Berlim em maio de 1945 e entregue ao gabinete do comandante soviético sob instruções do promotor sênior Max Berger. Runge foi acusado de assassinato, embora sua saúde tenha piorado posteriormente, e ele morreu sob custódia em setembro de 1945. 
O jornalista e político de direita Eduard Stadtler afirmou em suas memórias de 1935 que os assassinatos foram por encomenda. Ele escreveu isso em uma visita a Pabst no dia 12 de janeiro, ele "solicitou-lhe os assassinatos" e que Pabst lhe contou mais tarde quem os executou. Pabst também indicou que esteve em contato com Noske. 
Em 1959, Pabst teve uma conversa com Günther Nollau, mais tarde vice-presidente do Escritório Federal Alemão para a Proteção da Constituição, que registrou o que Pabst disse:  "Durante esse tempo, ele [Pabst] ouviu Karl Liebknecht e Rosa Luxemburgo falarem em Berlim. Vestindo roupas civis, ele se misturou à multidão. Suas observações o levaram à conclusão de que os dois eram extraordinariamente perigosos e que não havia ninguém ao seu lado para combatê-los. Ele, portanto, decidiu se livrar deles. " Em 1962, Pabst afirmou numa entrevista ao Der Spiegel que Noske permitiu os assassinatos e depois encobriu a falta de processos.  Em 1970, foi encontrada uma carta no espólio de Pabst na qual ele escrevia: "É claro que eu não poderia ter executado a ação sem a aprovação de Noske - com Ebert nos bastidores - e que também tive que proteger meus oficiais. Mas muito poucos as pessoas entenderam por que nunca fui questionado ou acusado. Como homem de honra, respondi ao comportamento do MSPD mantendo minha boca fechada por 50 anos sobre nossa cooperação." 
Noske sempre negou a conversa ouvida por Pabst na qual ele teria feito um acordo para cooperar na prisão e assassinato dos espartaquistas. Otto Kranzbühler, que mais tarde se tornou advogado de Hermann Souchon, o homem que atirou em Rosa Luxemburgo, afirmou que Pabst lhe havia confirmado a conversa telefônica com Noske. Os biógrafos também acreditam que Pabst provavelmente consultou Noske ou Hans von Seeckt, do comando do exército.

## Consequências

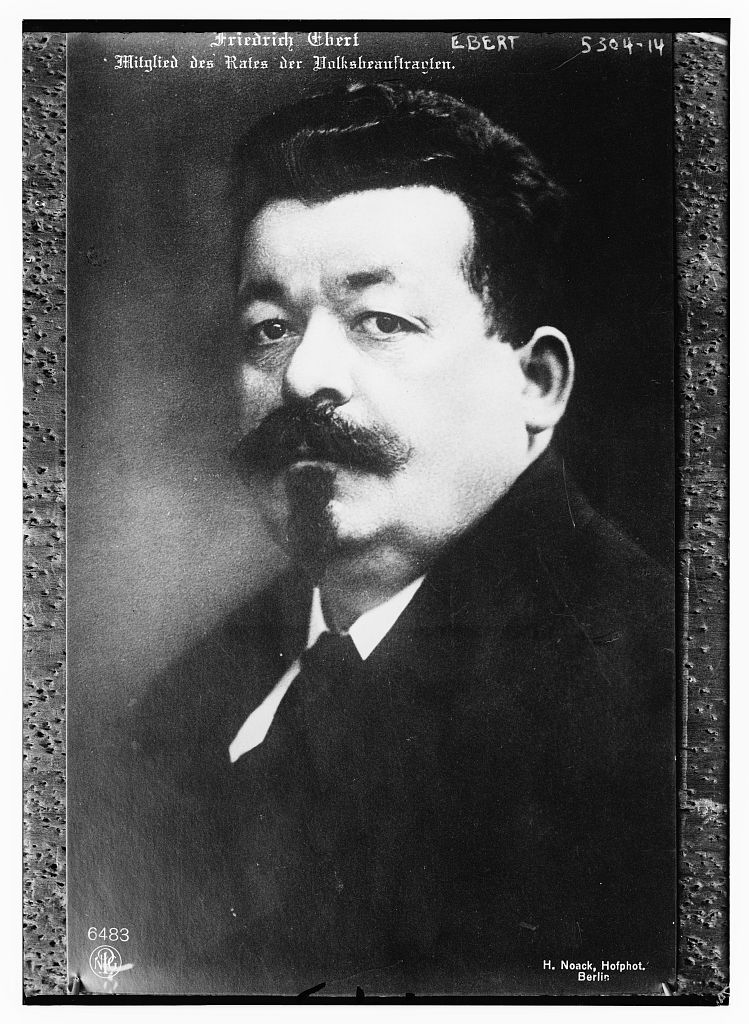
Friedrich Ebert

A revolta não teve base de massa e foi, segundo o historiador Heinrich August Winkler, apenas uma "tentativa de golpe de Estado por uma minoria radical". A sua rápida supressão não foi, portanto, nenhuma surpresa. Provavelmente também era inevitável, pois sem ele o resultado provavelmente teria sido uma guerra civil em toda a Alemanha e uma intervenção militar das potências vitoriosas. Depois que o levante foi reprimido, Ebert poderia continuar no caminho para o estabelecimento de um parlamento. No dia 19 de janeiro de 1919, foram realizadas eleições para a Assembleia Nacional. A Assembleia finalizou a Constituição de Weimar em 11 de agosto e criou a primeira democracia alemã em funcionamento, a República de Weimar. 
A sangrenta repressão da revolta deixou o SPD sob um pesado fardo. Nas eleições para a Assembleia Nacional, obteve 37,9 por cento dos votos, enquanto o USPD obteve 7,6 por cento, pelo que os dois partidos de esquerda já hostis não obtiveram a maioria absoluta. Nas eleições subsequentes durante a vida da República de Weimar, o SPD nunca mais alcançou mais de 30 por cento dos votos e, portanto, permaneceu dependente de coligações com os partidos de classe média do centro para participar no governo, mesmo depois da sua reunificação com a maior parte do USPD em 1920.

## Legado

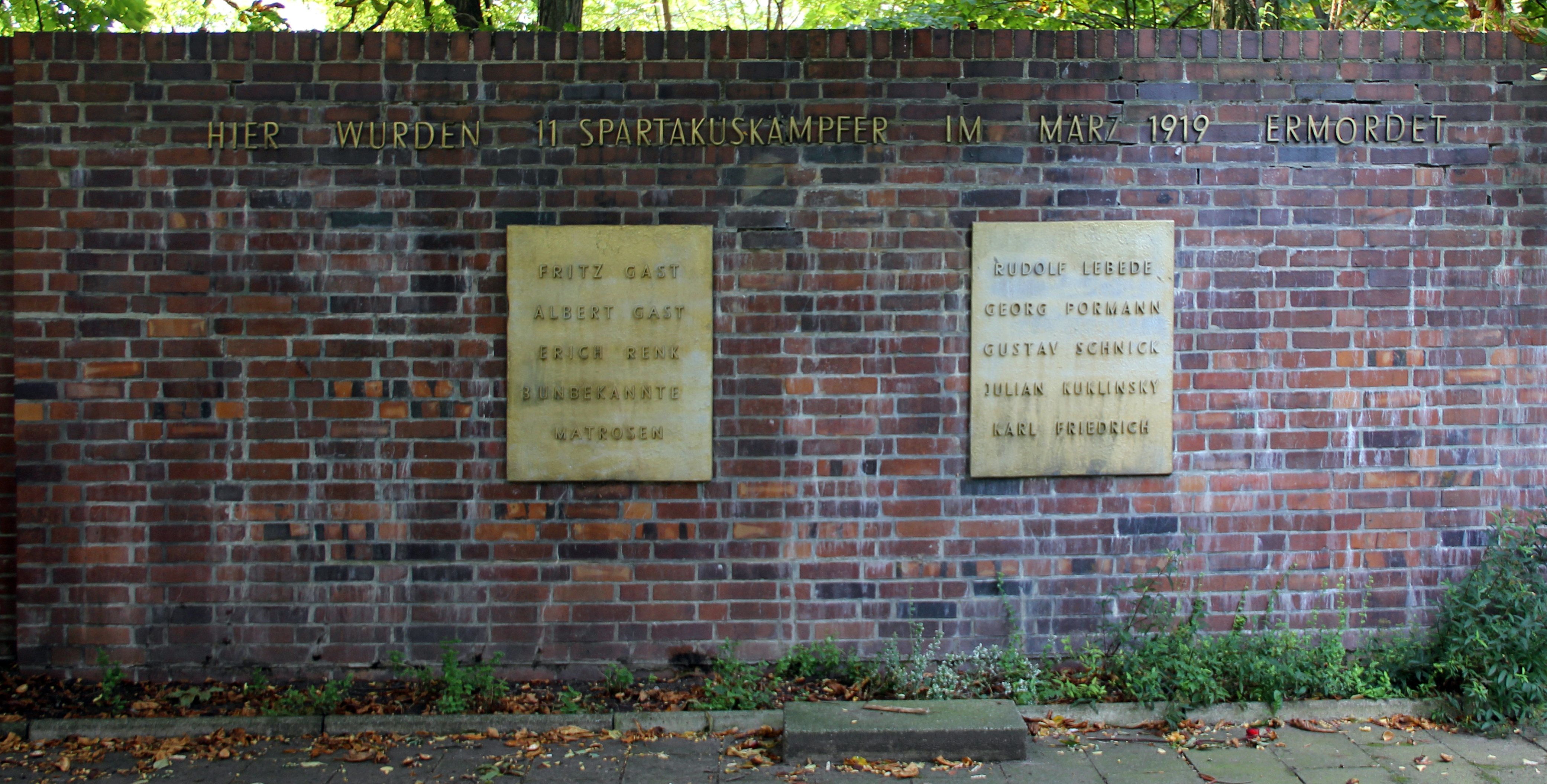
Placas memoriais para os combatentes que morreram na revolta

Todos os anos, no segundo fim de semana de janeiro, a manifestação Liebknecht-Luxemburgo acontece em Berlim para homenagear Karl Liebknecht e Rosa Luxemburgo. Termina no Memorial dos Socialistas no Cemitério Central de Friedrichsfelde.
Na Rathausstraße 10 em Berlin-Lichtenberg há um memorial com os nomes dos militantes mortos lá durante as posteriores Batalhas de Marcha em Berlim.

## Avaliação
Na historiografia da antiga República Democrática Alemã (Alemanha Oriental), o levante foi avaliado de forma muito positiva. A sua opinião era que apenas o KPD tinha conseguido formar um partido de combate Marxista-Leninista e criado um pré-requisito crucial para a vitória da revolução proletária; a este respeito, a fundação do KPD foi um dos pontos de viragem decisivos na história do movimento operário alemão. Esta interpretação exagerou a força da Liga Spartacus e a sua influência e encobriu as suas tácticas falhadas.  Desde a reunificação alemã em 1990, os estudos históricos avaliaram o levante predominantemente de forma negativa. Hans Mommsen classificou as ações dos insurgentes como uma "tática de golpe terrorista".  Hagen Schulze escreveu que seu objetivo era uma "revolução vermelha socialista e uma ditadura da classe trabalhadora".  Heinrich August Winkler vê a revolta de Janeiro como uma “insurreição contra a democracia”. Tal como a Revolução de Outubro de 1917, liderada por Vladimir Lenin e pelos bolcheviques, que posteriormente usaram a força das armas para dispersar a Assembleia Constituinte Russa democraticamente eleita em Janeiro de 1918, Liebknecht e os seus seguidores queriam impedir a formação de um sistema republicano e parlamentar mesmo antes das eleições para a Assembleia Nacional.  O historiador Henning Köhler caracteriza a revolta como "ação cega", uma "luta pelo poder... correspondente ao modelo bolchevique".  Hans-Ulrich Wehler era de opinião que o KPD, contra o conselho de Luxemburgo, "cedeu a uma corrente golpista que procurava desencadear uma guerra civil alemã através da revolta de Janeiro em Berlim".  Sönke Neitzel chama a revolta de uma "ação espontânea e sem liderança".  O historiador irlandês Mark Jones faz um julgamento semelhante, caracterizando o levante como uma "tentativa de golpe improvisada com muito poucas chances reais de sucesso". 